# 阿達馬·賈梅
阿達馬·賈梅（英語：Adama Jammeh；1993年6月10日—）是甘比亞田徑短跑運動員。他曾參加2015年世界田徑錦標賽200公尺賽事，不過在第一輪即被淘汰。他也參加了2016年夏季奧林匹克運動會田徑200公尺賽事，同樣未能晉級第二輪。

## 外部連結
- 阿達馬·賈梅在的頁面